# Коэффициенты Клебша — Гордана
Коэффициенты Клебша — Гордана находят применение при описании взаимодействия квантовомеханических моментов импульса. Они представляют собой коэффициенты разложения собственных функций суммарного момента импульса по базису собственных функций суммируемых моментов импульса. Коэффициенты Клебша — Гордана применяются при вычислении спин-орбитального взаимодействия, а также в формализме изоспина.
Коэффициенты Клебша — Гордана названы в честь Альфреда Клебша (1833—1872) и Пауля Альберта Гордана (1837—1912).

## Взаимодействие моментов импульса
См. также статью Оператор момента импульса.
Рассмотрим два момента импульса {\displaystyle J_{1}} и {\displaystyle J_{2}}, которые обладают квантовыми числами {\displaystyle j_{1}} и {\displaystyle m_{1}} ({\displaystyle z}-компонента) и {\displaystyle j_{2}} и {\displaystyle m_{2}}. При этом {\displaystyle m_{1}} и {\displaystyle m_{2}} принимают значения {\displaystyle m_{1}=[-j_{1},\;\ldots ,\;j_{1}]} и {\displaystyle m_{2}=[-j_{2},\;\ldots ,\;j_{2}]} соответственно. Моменты импульса коммутируют {\displaystyle [J_{1},\;J_{2}]=0}, что означает, что оба могут быть измерены одновременно с любой точностью. Каждому моменту импульса соответствует свой базис собственных функций (векторов): {\displaystyle \left|j_{1},\;m_{1}\right\rangle } или {\displaystyle \left|j_{2},\;m_{2}\right\rangle }. В базисе {\displaystyle \left|j_{1},\;m_{1}\right\rangle } момент {\displaystyle J_{1}} принимает простой диагональный вид, аналогично {\displaystyle J_{2}} в базисе {\displaystyle \left|j_{2},\;m_{2}\right\rangle }.
При взаимодействии, оба момента импульса {\displaystyle J_{1}} и {\displaystyle J_{2}} складываются в общий момент {\displaystyle {\vec {J}}={\vec {J_{1}}}+{\vec {J_{2}}}}, который обладает квантовыми числами {\displaystyle J} и {\displaystyle M}, принимающими следующие значения
{\displaystyle |j_{1}-j_{2}|\leqslant J\leqslant |j_{1}+j_{2}|} и {\displaystyle M=[-J,\;\ldots ,\;J]} (с шагом 1).
Так как суммарный момент импульса состоит из двух отдельных моментов импульса {\displaystyle J_{1}} и {\displaystyle J_{2}}, то он может быть разложен в пространстве произведения двух собственных пространств отдельных моментов:
{\displaystyle \left|j_{1},\;m_{1};\;j_{2},\;m_{2}\right\rangle =\left|j_{1},\;m_{1}\right\rangle \otimes \left|j_{2},\;m_{2}\right\rangle .}
Однако вектора этого базиса не будут являться собственными векторами суммарного момента импульса {\displaystyle {\vec {J}}} и его представление в этом базисе не будет иметь простой диагональной формы.

## Базис собственных векторов суммарного момента импульса
Собственные векторы момента {\displaystyle {\vec {J}}} однозначно определяются квантовыми числами {\displaystyle J}, {\displaystyle M}, {\displaystyle j_{1}} и {\displaystyle j_{2}}. В базисе этих векторов суммарный момент {\displaystyle J} принимает простую диагональную форму. А именно
{\displaystyle {\vec {J}}\,^{2}\left|J,\;M,\;j_{1},\;j_{2}\right\rangle =J(J+1)\hbar ^{2}\left|J,\;M,\;j_{1},\;j_{2}\right\rangle ;}
{\displaystyle J_{z}\left|J,\;M,\;j_{1},\;j_{2}\right\rangle =M\hbar \left|J,\;M,\;j_{1},\;j_{2}\right\rangle .}
Коэффициенты Клебша — Гордана дают переход путём унитарного преобразования от базиса произведения собственных пространств отдельных моментов {\displaystyle \left|j_{1},\;m_{1};\;j_{2},\;m_{2}\right\rangle } в базис собственных векторов {\displaystyle \left|J,\;M,\;j_{1},\;j_{2}\right\rangle }.
{\displaystyle \left|J,\;M,\;j_{1},\;j_{2}\right\rangle =\sum _{m_{1},\;m_{2}}\left|j_{1},\;m_{1};\;j_{2},\;m_{2}\right\rangle \langle j_{1},\;m_{1};\;j_{2},\;m_{2}\vert J,\;M,\;j_{1},\;j_{2}\rangle .}
Здесь {\displaystyle \langle j_{1},\;m_{1};\;j_{2},\;m_{2}\vert J,\;M,\;j_{1},\;j_{2}\rangle } являются коэффициентами Клебша — Гордана. Для простоты записи обычно из обозначают просто как {\displaystyle C_{j_{1},m_{1},j_{2},m_{2}}^{J,M}}.

## Свойства коэффициентов Клебша — Гордана
- Коэффициенты Клебша — Гордана равны нулю, если не выполнено одно из двух условий {\displaystyle |j_{1}-j_{2}|\leqslant J\leqslant j_{1}+j_{2}} и {\displaystyle M=m_{1}+m_{2}}:

{\displaystyle \langle j_{1},\;m_{1};\;j_{2},\;m_{2}\vert J,\;M,\;j_{1},\;j_{2}\rangle \neq 0\quad \Rightarrow \quad |j_{1}-j_{2}|\leqslant J\leqslant j_{1}+j_{2}\;\wedge \;M=m_{1}+m_{2}.}
- Коэффициенты Клебша — Гордана задают действительными числами:

{\displaystyle \langle j_{1},\;m_{1};\;j_{2},\;m_{2}\vert J,\;M,\;j_{1},\;j_{2}\rangle \in \mathbb {R} .}
- Коэффициент Клебша — Гордана при {\displaystyle M=J} задают положительным:

{\displaystyle \langle j_{1},\;j_{1};\;j_{2},\;J-j_{1}\vert J,\;J,\;j_{1},\;j_{2}\rangle >0.}
- Коэффициенты Клебша — Гордана равны по модулю при {\displaystyle M=-M}:

{\displaystyle \langle j_{1},\;m_{1};\;j_{2},\;m_{2}\vert J,\;M,\;j_{1},\;j_{2}\rangle =(-1)^{j_{1}+j_{2}-J}\langle j_{1},\;-m_{1};\;j_{2},\;-m_{2}\vert J,\;-M,\;j_{1},\;j_{2}\rangle .}
- Коэффициенты Клебша — Гордана удовлетворяют условию ортогональности:

{\displaystyle \sum _{m_{1},\;m_{2}}\langle j_{1},\;m_{1};\;j_{2},\;m_{2}\vert J,\;M,\;j_{1},\;j_{2}\rangle \langle j_{1},\;m_{1};\;j_{2},\;m_{2}\vert J',\;M',\;j_{1},\;j_{2}\rangle =\delta _{JJ'}\delta _{MM'}.}
- Коэффициенты Клебша — Гордана удовлетворяют условию ортогональности:

{\displaystyle \sum _{J,\;M}\langle j_{1},\;m_{1};\;j_{2},\;m_{2}\vert J,\;M,\;j_{1},\;j_{2}\rangle \langle j_{1},\;m'_{1};j_{2},\;m'_{2}\vert J,\;M,\;j_{1},\;j_{2}\rangle =\delta _{m_{1}m'_{1}}\delta _{m_{2}m'_{2}}.}

## Вычисление коэффициентов Клебша — Гордана
Собственное состояние с {\displaystyle J=j_{1}+j_{2}} и {\displaystyle M=J} непосредственно получается в базисе произведения собственных пространств составляющих моментов (только один коэффициент равен 1, остальные нулю)
{\displaystyle |j_{1}+j_{2},\;j_{1}+j_{2},\;j_{1},\;j_{2}\rangle =|j_{1},\;j_{1};\;j_{2},\;j_{2}\rangle .}
Применением оператора уменьшения {\displaystyle J_{-}=J_{1\,-}+J_{2\,-}} можно получить состояния от {\displaystyle |j_{1}+j_{2},\;j_{1}+j_{2}-1,\;j_{1},\;j_{2}\rangle } до {\displaystyle |j_{1}+j_{2},\;-j_{1}-j_{2},\;j_{1},j_{2}\rangle }, или же все состояния с {\displaystyle J=j_{1}+j_{2}} и {\displaystyle M=-J,\;\ldots ,\;J=-j_{1}-j_{2},\;\ldots ,\;j_{1}+j_{2}}.
Состояние {\displaystyle |j_{1}+j_{2}-1,\;j_{1}+j_{2}-1,\;j_{1},\;j_{2}\rangle } можно получить из условия ортогональности к состоянию {\displaystyle |j_{1}+j_{2},\;j_{1}+j_{2}-1,\;j_{1},\;j_{2}\rangle } и соглашению о том, что коэффициент Клебша — Гордана при {\displaystyle M=J} является положительным.
Применением оператора уменьшения к {\displaystyle J=j_{1}+j_{2}-1} можно опять получить все состояния с {\displaystyle M=-j_{1}-j_{2}+1,\;\ldots ,\;j_{1}+j_{2}-1}. Итеративно можно применять эту процедуру для всех {\displaystyle J} до {\displaystyle J=|j_{1}-j_{2}|}.
На практике, вычисление коэффициентов Клебша — Гордана производится по формуле:
{\displaystyle \langle j_{1},\;m_{1};\;j_{2},\;m_{2}\vert J,\;M,\;j_{1},\;j_{2}\rangle ={\sqrt {2j+1}}{\sqrt {\Delta _{j_{1}j_{2}j}}}{\sqrt {\dfrac {(j_{1}+m_{1})!(j-m)!}{(j_{1}-m_{1})!(j_{2}+m_{2})!(j_{2}-m_{2})!(j+m)!}}}\times }
{\displaystyle \times \sum _{s=\max(m_{1}+m_{2},\;j_{1}-j_{2})}^{j}{\dfrac {(-1)^{j_{1}+m_{2}-s}(j+s)!(j_{2}+s-m_{1})!}{(j-s)!(s-m_{1}-m_{2})!(s-j_{1}+j_{2})!(j_{1}+j_{2}+s+1)!}},}
где
{\displaystyle \Delta _{j_{1}j_{2}j}={\frac {(j_{1}+j_{2}-j)!(j_{2}+j-j_{1})!(j+j_{1}+j_{2}+1)!}{(j_{1}-j_{2}+j)!}}.}
Если {\displaystyle j_{1}-j_{2}} — целое число, то суммирование в этой формуле ведётся по целым значениям {\displaystyle s}, а если {\displaystyle j_{1}-j_{2}} — полуцелое число, то суммирование ведётся по полуцелым значениям {\displaystyle s}.

## Коэффициенты Клебша — Гордана группы преобразований (обобщённые коэффициенты Клебша — Гордана)
Рассмотрим группу {\displaystyle G} и её представление. Выберем базисные вектора {\displaystyle \psi _{\mu }^{(\alpha )}} и {\displaystyle \psi _{\nu }^{(\beta )}} неприводимых представлений {\displaystyle D^{(\alpha )}} и {\displaystyle D^{(\beta )}} этой группы. Назовём неприводимым тензорным оператором (неприводимым тензором) совокупность {\displaystyle f_{k}} операторов {\displaystyle \{{\hat {F}}_{\chi }^{(k)}\}_{1}^{f_{k}}}, если в результате преобразований {\displaystyle g}, образующих группу {\displaystyle G}, компоненты тензора {\displaystyle {\hat {F}}_{\chi }^{(k)}} преобразуются друг через друга по неприводимым представлениям {\displaystyle D^{(k)}} этой группы, то есть она удовлетворяет следующему соотношению:
{\displaystyle {\tilde {\hat {F}}}_{\chi }^{(k)}=\sum _{\chi '}D_{\chi '\chi }^{(k)}(g){\hat {F}}_{\chi '}^{(k)}.}
Векторы {\displaystyle |{\hat {F}}_{\chi }^{(k)}\psi _{\nu }^{(\beta )}\rangle }, где {\displaystyle \chi =1,\;2,\;\ldots ,\;f_{k};\;\nu =1,\;2,\;\ldots ,\;f_{\beta }} образуют базис представления {\displaystyle D^{(k)}\times D^{(\beta )}}. Это представление, вообще говоря, является приводимым. Поэтому его можно представить в виде линейных комбинаций базисных векторов неприводимых представлений {\displaystyle D^{(\gamma )}}, на которые разбивается прямое произведение представлений (указанное выше). Для этого используются обобщённые коэффициенты Клебша — Гордана группы {\displaystyle G} {\displaystyle \langle k\chi ,\;\beta \nu \vert \gamma \rho \rangle }.
{\displaystyle |{\hat {F}}_{\chi }^{(k)}\psi _{\nu }^{(\beta )}\rangle =\sum _{\gamma \rho }\langle k\chi ,\;\beta \nu \vert \gamma \rho \rangle \{{\hat {F}}^{(k)}\psi ^{(\beta )}\}_{\rho }^{\gamma }.}
Обобщённые коэффициенты Клебша — Гордана группы определяются как коэффициенты в разложении базисных векторов неприводимых представлений {\displaystyle {\hat {D}}^{(\gamma )}} в линейную комбинацию прямого произведения представлений {\displaystyle {\hat {D}}^{(\alpha )}\times {\hat {D}}^{(\beta )}}.
{\displaystyle \{V^{(\alpha )}V^{(\beta )}\}_{\rho }^{\gamma }=\sum _{\mu ,\;\nu }\langle \alpha \mu ,\;\beta \nu \vert \gamma \rho \rangle V_{\mu }^{(\alpha )}V_{\nu }^{(\beta )},}
где {\displaystyle V_{\mu }^{(\alpha )},V_{\nu }^{(\beta )}} — базисные векторы представлений {\displaystyle {\hat {D}}^{(\alpha )},\;{\hat {D}}^{(\beta )}}, а {\displaystyle \{V^{(\alpha )}V^{(\beta )}\}_{\rho }^{\gamma }} — базисные векторы представления {\displaystyle {\hat {D}}^{(\gamma )}}: {\displaystyle {\hat {D}}^{(\alpha )}\times {\hat {D}}^{(\beta )}=\sum _{\gamma }^{\oplus }a^{(\gamma )}{\hat {D}}^{(\gamma )}}.
- Из определения коэффициентов Клебша — Гордана следует: {\displaystyle V_{\mu }^{(\alpha )}V_{\nu }^{(\beta )}=\sum _{\gamma \rho }\langle \alpha \mu ,\;\beta \nu \vert \gamma \rho \rangle \{V^{(\alpha )}V^{(\beta )}\}_{\rho }^{\gamma }}.
- Коэффициенты Клебша — Гордана образуют унитарную матрицу.